# Баліцяо
Баліцяо (кит.: 八里桥) — історичний міст через Тунхуейхе в Пекіні на стику районів Чаоян і Тунчжоу, побудований при династії Мін. «Ба чи цяо» в перекладі означає «міст у восьми лі», він був так названий тому, що знаходився рівно в восьми лі від Тунчжоу.
За часів імператорського Китаю міст відзначав собою кордон між Пекіном та провінцією Чжилі. Якщо імператор вирушав у подорож, то до Баліцяо його доставляли в паланкіні, а біля мосту він пересідав на коней або в човен.
Під час Другої опіумної війни в цих місцях відбулася бій, у якому китайсько-маньчжурські війська намагалися безуспішно зупинити просування англо-французьких військ до столиці. За перемогу в цій битві командувач французькими військами генерал Шарль Кузен-Монтабан отримав від Наполеона III титул «граф Баліцяо» (фр. Comte de Palikao).

## Історія
Точне походження мосту визначити важко. Хоча нинішня структура належить до пізньої династії Мін, історичні записи свідчать, що на цьому місці вже був міст приблизно з четвертого століття нашої ери. Міст розташований рівно за вісім лі (китайська миля) від району Тунчжоу в Пекіні, тому його назвали «Баліцяо» або «восьмимильний міст». Колись він використовувався як маркер зовнішньої межі імперського Пекіна, за яким була колишня провінція Чжилі.